# J/105
J/105 är en typ av segelbåt konstruerad av Rod Johnstone och byggd av J-Boats i USA. Som de flesta båtar J-Boats bygger har J/105 ett bogspröt för att halsa en gennaker.

## Källhänvisning
- Båtsidan.com J/105